# Calnali
Calnali è un comune del Messico, situato nello stato di Hidalgo.